# Västra stordistriktet
Västra stordistriktet (fi. Läntinen suurpiiri) är en administrativ enhet i Helsingfors stad. Stordistrikten grundades år 1982 för att underlätta olika myndigheters arbete som tidigare alla använt olika indelningar. Därmed blev det också lättare för stadsborna att följa med de administrativa enheterna. Västra stordistriktet består av följande distrikt: Grejus distrikt, Munksnäs distrikt, Haga distrikt, Sockenbacka distrikt och Kårböle distrikt.